# La Casa Vella (Vila-sana)
La Casa Vella és un monument del municipi de Vila-sana (Pla d'Urgell) inclòs en l'Inventari del Patrimoni Arquitectònic de Catalunya.

## Descripció
La Casa Vella és la més antiga de la població. Consta de planta baixa i dos pisos amb coberta a dues vessants. Les dues primeres plantes són construïdes amb pedra i morter i l'última amb tàpia. Les cantonades són realitzades en pedra. A la planta baixa hi ha la porta principal i una finestra a cada banda. A la primera planta la finestra central és més gran que les dues laterals. Antigament al pis superior hi havia tan sols la finestra central i una lateral, però amb les obres realitzades entre els anys 1983 i 1985, la finestra central fou substituïda per un rellotge de sol i es va afegir una finestra lateral per donar simetria al conjunt, de línies simples. Al rellotge hi ha la inscripció: "Ni tu ni jo tindríem corda si no fos Déu que se'n recorda".
Adossada a l'edifici principal hi ha la casa dels masovers i dins el mateix recinte es troba l'ermita de la Verge de la Cabeça així com altres dependències, que si bé en un primer moment tenien usos de caràcter agrícola, avui en dia han estat habilitades per a altres menesters (magatzems, cellers...). A més dels tres pisos destinats a habitatge familiar, la casa conserva un gran celler enrajolat i amb volta de canó. Una part d'aquest celler és molt antic. Actualment s'hi exposen estris de treball, la majoria provinents de la mateixa casa (remolatxera, sembradora de panís...).

## Història
L'any 1695, la família Gomar s'instal·là a Utxafava, antic nom del lloc. Pere Gomar hi construí l'anomenada Casa Vella o Casa Castell, acabada cap a l'any 1699. El solar que ocupa la casa eren corrals i coberts del senyor duc de Sessa i baró d'Utxafava. En temps de la Guerra de Successió, Pere Gomar va haver d'abandonar la Casa Vella per posar-se sota les ordres del rei Borbó. En la seva absència, els partidaris de l'arxiduc Carles d'Àustria incendiaren la casa. Després de la guerra, la casa es va anar refent. Amb una aliança matrimonial els Gomar s'emparentaren amb els Dalmasses i cap a 1820 la Casa Vella passà a mans d'aquests darrers. L'escut dels Dalmasses llueix a la façana de la capella de la Verge de la Cabeça. Durant la Guerra Civil la casa va ser confiscada als seus propietaris i usada per als refugiats de Lleida. L'any 1972 els senyors Dalmasses van vendre la Casa Vella.
L'estat actual de la casa es deu a la restauració efectuada entre els anys 1983-1985.